# جدایی بزرگ (سوئد)

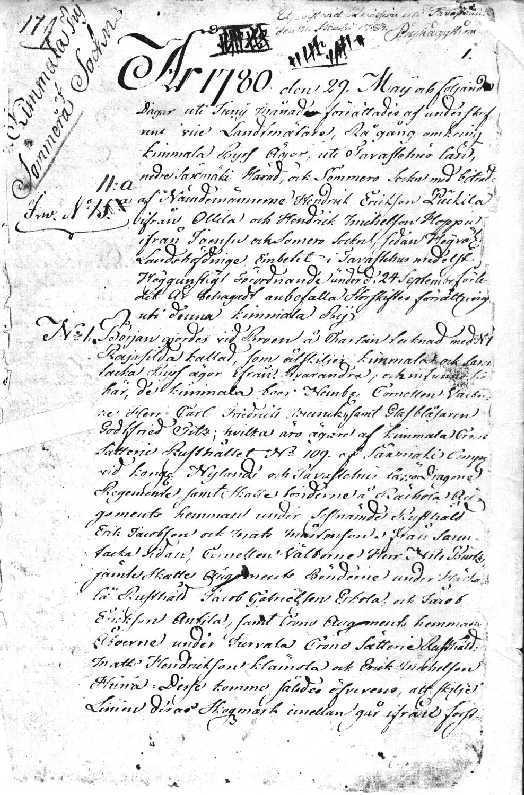
در روستای کیمالا در سومرو، تقسیم زمین بزرگی در سال‌های ۱۷۸۰ تا ۱۷۸۳ انجام شد. این زمین که تقریباً ۱۱۷۰ هکتار زمین زراعی بود، بین چهار مالک تقسیم شد. عکس، صفحه اول سند تقسیم زمین بزرگ را نشان می‌دهد.

جدایی بزرگ (انگلیسی: Great Partition، سوئدی: storskiftet، فنلاندی: isojako) یک اصلاح زمین کشاورزی در امپراتوری سوئد بود. این اصلاحی بود که توسط دولت با هدف تغییر زمین جوامع روستایی، از «سلسکیفته» که در آن هر کشاورز صاحب چندین قطعه زمین تقسیم شده در اطراف روستا بود، به یک سیستم جدید که در آن هر کشاورز صاحب یک قطعه زمین کشاورزی متصل بود، پشتیبانی می‌شد. هدف افزایش سود بود. این بزرگترین اصلاح زمین در تاریخ سوئد بود.
این تغییر در سال ۱۷۴۹ با ابتکار جیکوب فاگت آغاز شد و در سال ۱۷۵۷ آیین‌نامه‌ای صادر شد که به اصلاحات یک سازمان مشخص می‌داد. در ابتدا، درخواست برای شروع اصلاح یک جامعه دهقانی نیاز به اجماع داشت، اما در آیین‌نامه ۱۷۵۷، یک روستا می‌توانست به درخواست تنها یک کشاورز تغییر کند.
این اصلاح، زندگی روستایی را تا حد زیادی تغییر داد. طبق قوانین قدیمی، «سلسکیفته»، کشاورزان یک روستا همگی سهم مساوی از زمین‌های متعلق به روستا به صورت جمعی داشتند و زمین‌های متعلق به مزرعه آنها در اطراف منطقه تقسیم می‌شد. این امر دسترسی و کار بر روی زمین‌های متعلق به هر مزرعه را دشوار می‌کرد، زیرا با فواصل طولانی پراکنده بودند، اما عدالت اجتماعی بیشتری را نیز تضمین می‌کرد، زیرا همه زمین‌های بد و خوب را در اختیار داشتند.
نتیجه اصلاحات این بود که هر مزرعه قطعات زمین کمتر اما بزرگتری داشت. این امر استفاده از زمین را آسان‌تر می‌کرد، اما همچنین استاندارد زندگی کسانی را که زمین‌های بد به آنها اختصاص داده شده بود، کاهش می‌داد.
با این حال، اصلاحات کند بود و قوانین اصلاحی جدیدی وضع شد: قانون اساسی انشیفتت (enskiftet) در سال‌های ۱۸۰۳-۱۸۰۷ به ابتکار روتگر مک‌کلین به تقسیم روستاهای سنتی به مزارع جداگانه اشاره داشت، در حالی که قانون اسکیفته (skiftet) در سال ۱۸۲۷ اصلاحات ملایم‌تری با توجه بیشتر به نیازهای محلی بود.